# Alto do Rodrigues Esporte Clube

Escudo do clube

O Alto do Rodrigues Esporte Clube é um clube brasileiro de futebol, da cidade de Alto do Rodrigues,  no estado do Rio Grande do Norte. Foi fundado em 16 de Fevereiro de 2002. O clube manda seus jogos no estádio Municipal Abelardo Rodrigues que possui capacidade para mil espectadores. Suas cores são marfim e verde. Atualmente o clube participa da segunda divisão do campeonato potiguar.

## Desempenho em competições

### Campeonato Potiguar - 2ª divisão
| Ano  | Posição            |
| 2006 | 5º (vice-lanterna) |